# マルヒュア郡 (オレゴン州)
マルヒュア郡（英: Malheur County、IPA:mælˈhɪər）は、アメリカ合衆国オレゴン州の最も南東に位置する郡である。東オレゴン8郡の一つに数えられる。『オレゴン・ジオグラフィック・ネームズ』に拠れば、郡名は中央を流れるマルヒュア川に由来する。2000年における郡の人口は31,615人であった。郡内の最大都市はオンタリオ、郡庁所在地はヴェイルである。
マルヒュア郡はオンタリオ小都市圏の一部を形成する。

## 歴史
マルヒュア郡は1887年2月17日、ベーカー郡の南部を分郡する形で設立された。最初に入植が行われたのは1860年代初期のことで、鉱業や牧畜に携わる人々がこの地に住み着いた。1863年に金が発見されると、刺激を受けた人々によって定住や牧畜など更なる開発が進められた。1890年代になるとバスク人がこの地域に定住を始めた。バスク人が営んだのは主に牧羊であった。

## 地理
アメリカ合衆国国勢調査局によれば、郡の総面積は 25,719 km² (9,930 mi²) で、その内 25,607 km² (9,887 mi²) が陸地、0.43%にあたる 111 km² (43 mi²) が水地である。

### 隣接郡
- ハーニー郡 - 西
- グラント郡 - 北西
- ベーカー郡 - 北
- ワシントン郡 - 北東
- ペイエット郡 - 東
- キャニオン郡 - 東
- オワイヒー郡 - 東
- ハンボルト郡 - 南

### 国立保護地域
- ディア・フラット国立野生生物保護区（一部）
- マルヒュア国有林
- ホイットマン国有林

### 幹線道路
| - - 州間高速道路84号西線（I-84） - - 国道20号線（US 20） - - 国道26号線（US 26） - - 国道30号線（US 30） - - 国道95号線（US 95） - - オレゴン州道78号線（OR 78） |

## 人口動態
以下は2000年国勢調査による人口統計データである。
| - 人口: 31,615人 - 世帯数: 10,221世帯 - 家族数: 7,348家族 - 人口密度: 1人/km²（3人/mi²） - 住居数: 11,233軒 - 住居密度: 0軒/km²（1軒/mi²） - 白人: 75.78% - アフリカン・アメリカン: 1.22% - ネイティブ・アメリカン: 1.02% - アジア人: 1.96% - 太平洋諸島系: 0.08% - その他の人種: 17.38% - 混血: 2.56% - ヒスパニック・ラテン系: 25.62% - ドイツ系: 14.2% - アメリカ系: 8.4% - イングランド系: 10.5% - アイルランド系: 6.9% - 英語: 79.4% - スペイン語: 19.4% - 18歳未満: 27.60% - 18-24歳: 10.60% - 25-44歳: 27.20% - 45-64歳: 21.00% - 65歳以上: 13.70% - 年齢の中央値: 34歳 - 性比（女性100人あたり男性の人口） - 総人口: 116.00 - 18歳以上: 121.20 | （対世帯数） - 18歳未満の子供がいる: 36.20% - 結婚・同居している夫婦: 57.30% - 未婚・離婚・死別女性が世帯主: 10.40% - 非家族世帯: 28.10% - 単身世帯: 23.70% - 65歳以上の老人1人暮らし: 12.00% - 平均構成人数 - 世帯: 2.77人 - 家族: 3.28人 - 収入の中央値 - 世帯: 30,241米ドル - 家族: 35,672米ドル - 性別 - 男性: 25,489米ドル - 女性: 21,764米ドル - 人口1人あたり収入: 13,895米ドル - 貧困線以下 - 対人口: 18.60% - 対家族数: 14.60% - 18歳未満: 25.80% - 65歳以上: 11.60% |

## 経済
郡の94%は放牧地であるが、その72%は土地管理局（Bureau of Land Management）が管理している。郡北東部には「ウェスタン・トレジャー・バレー」と呼ばれる灌漑農地が広がり、さまざまな農業の集積地となっている。
アイダホ州との経済関係は強く、マルヒュア郡の大部分では山岳部標準時の時間帯を採用している。マルヒュア郡は、太平洋標準時に従わない地域をもつオレゴン州唯一の郡である。郡の南部、マクダーミットの郊外には人口が非常に少ない地域があるが、この地域では太平洋標準時を採用している。マルヒュア郡は、アメリカ合衆国全土で見ても、一つの郡内に複数の時間帯をもつ希少な郡である。北西部では、他にアイダホ州アイダホ郡が2つの異なる時間帯を採用している。
郡内で主な雇用主はスネーク・リバー矯正施設と、H.J. Heinzが所有するジャガイモ加工業者「Ore-Ida」の2つである。
マルヒュア郡はオレゴン州で最も貧しい郡である。2008年現在、住民の21%が貧困の中で生活している。

## 政治
オレゴン州東部の他郡と同じく、マルヒュア郡で政党に所属する登録有権者の大半は共和党の党員である。2008年大統領選挙の際、マルヒュア郡の有権者の内69.10%は共和党のジョン・マケインに票を投じ、28.47%が民主党のバラク・オバマに票を当時、2.42%が第三政党の立候補者に票を投じるかあるいはwrite-in candidateであった。これらの値は、それぞれ74.9%、23.8%、1.3%となった2004年大統領選挙の時に比べて、僅かではあるが民主党への転換が見られる。
マルヒュア郡は、大統領選挙の時に共和党への投票率が高い州内有数の郡である。バリー・ゴールドウォーターへの票が半数を超えたオレゴン州ではマルヒュア郡を含めて2郡しかなく、数十年にわたって共和党を支持し続けている。最後にマルヒュア郡で過半数票を獲得した民主党員は1940年のフランクリン・ルーズヴェルトであった。1996年以降、共和党からの立候補者は全て、マルヒュア郡において60%を越える票を獲得している。
マルヒュア郡はオレゴン州下院選挙区の第2区に属し、グレッグ・ウォールデンが現在まで27年間にわたり代表を務めている。

## 都市と町
- オンタリオ
- ヴェイル（郡庁所在地）
- エイドリアン
- ジョーダンヴァレー
- ニサ

### 非法人共同体
- アロック
- ブロガン
- バーンズジャンクション
- ダンナー
- ハーパー
- フンチュラ
- マクダーミット
- ローム
- リバーサイド
- ウェストサイド